# 第2ヘリコプター海上戦闘飛行隊 (アメリカ海軍)
第2ヘリコプター海上戦闘飛行隊（だい2ヘリコプターかいじょうせんとうひこうたい、英: Helicopter Sea Combat Squadron 2、略称：HSC-2）は、アメリカ海軍大西洋艦隊ヘリコプター海上戦闘航空団隷下のヘリコプター部隊。愛称はフリート・エンジェルス。1987年4月1日に第2ヘリコプター戦闘支援飛行隊（英: Helicopter Combat Support Squadron 2、略称：HC-2）として編成され、2006年1月1日に第2ヘリコプター海上戦闘飛行隊へ改編された。バージニア州ノーフォーク海軍基地に所在し、多用途ヘリコプターとしてMH-60Sを運用する。また、MH-60Sの艦隊転換飛行隊（英: Fleet Replacement Squadron、略称：FRS）になっている。

## 歴代運用機
- 哨戒ヘリコプター
  - SH-3G
- 多用途ヘリコプター
  - MH-60S

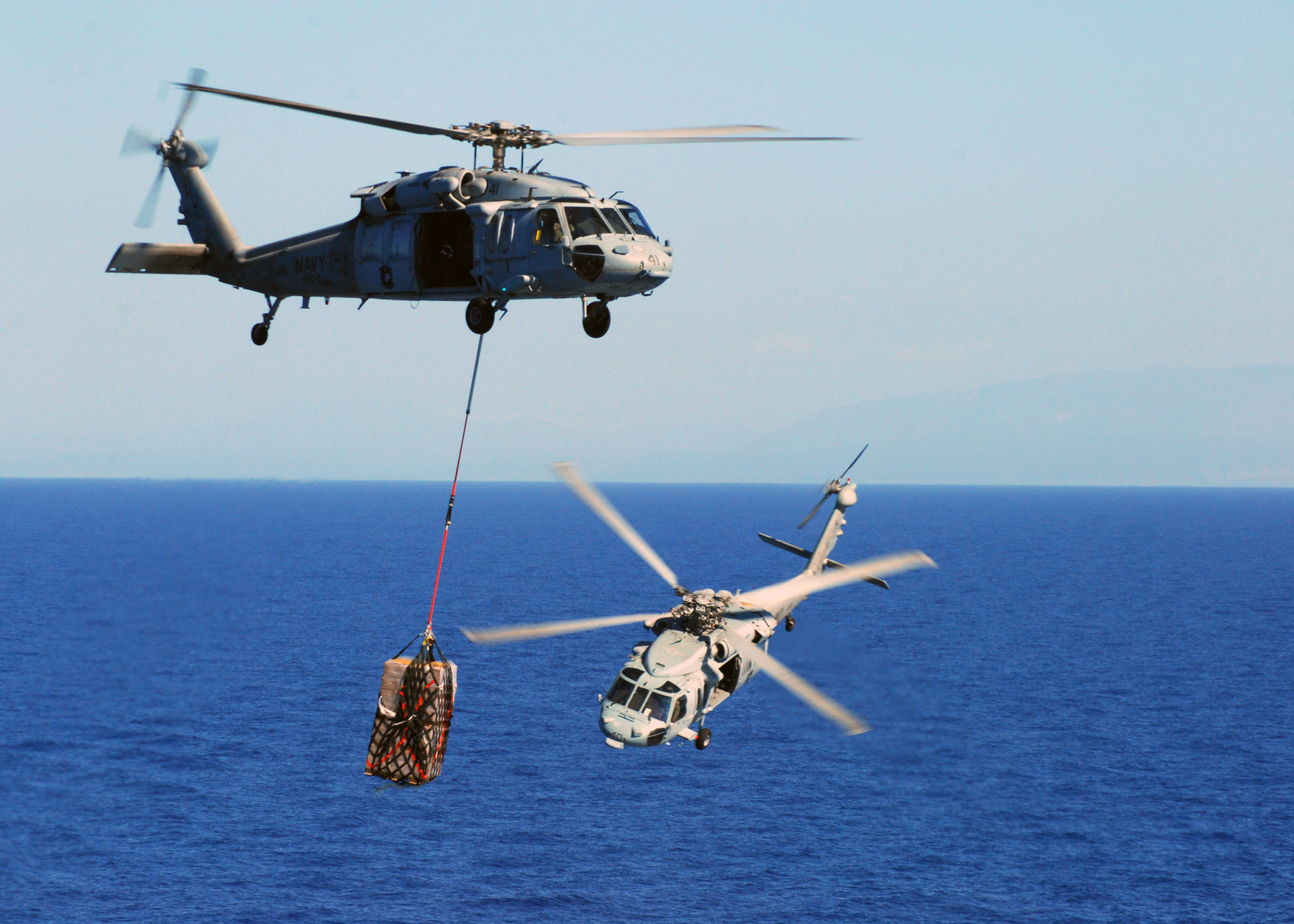
HSC-2で運用するMH-60S